# Дробно-линейная функция

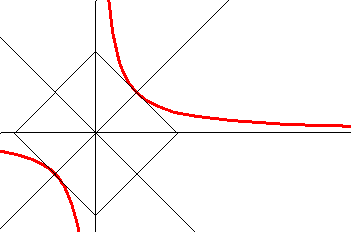
Равнобочная гипербола — простейший пример дробно-линейной функции

Дро́бно-лине́йная фу́нкция — это числовая функция, которая может быть представлена в виде дроби, числителем и знаменателем которой являются линейные функции.
Дробно-линейная функция, отображающая в общем случае {\displaystyle n}-мерное числовое пространство в одномерное числовое, представляет собой важный частный случай:
- при {\displaystyle n=1} как в вещественном, так и комплексном пространстве — рациональной функции, отображающей в общем случае одномерное числовое пространство само в себя с помощью многочленов одной переменной произвольной степени;
- при {\displaystyle n=1} в комплексном пространстве — дробно-линейного преобразования, отображающего в общем случае многомерное комплексное пространство само в себя;
- при {\displaystyle n=1} в комплексном и при {\displaystyle n=2} в вещественном пространстве, инвертируя относительно окружностей, — частный случай преобразования Мёбиуса.

## Формальное определение
Дробно-линейная функция — это числовая функция вида
{\displaystyle \mathbb {U} ^{n}\to \mathbb {U} :w=L(u_{1},u_{2},\dots ,u_{n})={\frac {a_{1}u_{1}+a_{2}u_{2}+\cdots +a_{n}u_{n}+b}{c_{1}u_{1}+c_{2}u_{2}+\cdots +c_{n}u_{n}+d}},}
где {\displaystyle \mathbb {U} } — комплексные ({\displaystyle \mathbb {Z} }) или вещественные ({\displaystyle \mathbb {R} }) числа, {\displaystyle u_{1},u_{2},\dots ,u_{n}} — соответственно комплексные или вещественные переменные, {\displaystyle a_{1},a_{2},\dots ,a_{n},} {\displaystyle c_{1},c_{2},\dots ,c_{n},} {\displaystyle b,d} — соответственно комплексные или вещественные коэффициенты,
{\displaystyle |c_{1}|+|c_{2}|+\dots +|c_{n}|+|d|>0}.
Возможно обобщение на кватернионы.
Вырожденные случаи:
- если

{\displaystyle |c_{1}|=|c_{2}|=\dots =|c_{n}|=0,}
то дробно-линейная функция становится целой линейной функций;
- если ранг матрицы

{\displaystyle \left({\begin{array}{cccc}a_{1}&a_{2}&\ldots &a_{n}&b\\c_{1}&c_{2}&\ldots &c_{n}&d\end{array}}\right)}
равен единице, то дробно-линейная функция вырождается в постоянную.
У собственно (невырожденной) дробно-линейной функции: 
- {\displaystyle |c_{1}|+|c_{2}|+\dots +|c_{n}|>0;}
- равен двум ранг матрицы

{\displaystyle \left({\begin{array}{cccc}a_{1}&a_{2}&\ldots &a_{n}&b\\c_{1}&c_{2}&\ldots &c_{n}&d\end{array}}\right).}

## Вещественная дробно-линейная функция
Вещественная дробно-линейная функция — это числовая функция вида
{\displaystyle \mathbb {R} ^{n}\to \mathbb {R} :y=L(x_{1},x_{2},\dots ,x_{n})={\frac {a_{1}x_{1}+a_{2}x_{2}+\cdots +a_{n}x_{n}+b}{c_{1}x_{1}+c_{2}x_{2}+\cdots +c_{n}x_{n}+d}},}
где {\displaystyle \mathbb {R} } — вещественные числа, {\displaystyle x_{1},x_{2},\dots ,x_{n}} — вещественные переменные, {\displaystyle a_{1},a_{2},\dots ,a_{n},} {\displaystyle c_{1},c_{2},\dots ,c_{n},} {\displaystyle b,d} — вещественные коэффициенты,
{\displaystyle |c_{1}|+|c_{2}|+\dots +|c_{n}|+|d|>0}.

### Функция одной переменной

Равнобочная гипербола как вещественная дробно-линейная функция с асимптотами и,

В простейшем случае {\displaystyle n=1} и действительных
{\displaystyle x_{1}=x,} {\displaystyle a_{1}=a,} {\displaystyle b,} {\displaystyle c_{1}=c,} {\displaystyle d}
график дробно-линейной функции
{\displaystyle y={\frac {ax+b}{cx+d}}} —
равнобочная гипербола с асимптотами
{\displaystyle x=-d/c}
и
{\displaystyle y=a/c,}
параллельными осям координат.

#### Асимптоты гиперболы
Пусть дробно-линейная функция одного переменного
{\displaystyle y={\frac {ax+b}{cx+d}}}
несократима, то есть {\displaystyle ad-bc\neq 0}, и не сводится к целой линейной функции, то есть {\displaystyle c\neq 0}. Выделим целую часть дроби и вынесем за скобки коэффициент при {\displaystyle x}:
{\displaystyle y={\frac {\displaystyle {\frac {a}{c}}x+{\frac {b}{c}}}{\displaystyle x+{\frac {d}{c}}}}={\frac {\displaystyle {\frac {a}{c}}\left(x+{\frac {d}{c}}\right)+\left({\frac {b}{c}}-{\frac {ad}{c^{2}}}\right)}{\displaystyle x+{\frac {d}{c}}}}=}
{\displaystyle ={\frac {a}{c}}-{\frac {ad-bc}{c^{2}\left(\displaystyle x+{\frac {d}{c}}\right)}}.}
Теперь ясно, что график функции {\displaystyle {\frac {ax+b}{cx+d}}} получается из графика {\displaystyle {\frac {1}{x}}} следующими элементарными преобразованиями:
- растяжением в {\displaystyle \left|{\frac {ad-bc}{c^{2}}}\right|} раз по оси {\displaystyle Oy}, причём в случае {\displaystyle ad-bc>0} с отражением относительно оси {\displaystyle Ox};
- перенесением параллельно оси {\displaystyle Ox} на {\displaystyle -{\frac {d}{c}}};
- перенесением параллельно оси {\displaystyle Oy} на {\displaystyle {\frac {a}{c}}}.

Таким образом, дробно-линейная функция одного переменного {\displaystyle {\frac {ax+b}{cx+d}}} — это обыкновенная гипербола второго порядка, прямые {\displaystyle x=-{\frac {d}{c}}} и {\displaystyle y={\frac {a}{c}}} — асимптоты гиперболы, взаимно перпендикулярные и параллельные осям координат, а точка пересечения асимптот {\displaystyle \left(-{\frac {d}{c}},{\frac {a}{c}}\right),} не принадлежащая кривой, — её центр.
Также очевидно, что дробно-линейная функция одного переменного {\displaystyle {\frac {ax+b}{cx+d}}}:
- «теряет смысл», то есть не имеет никакого значения, перестаёт «существовать» в точке {\displaystyle x=-{\frac {d}{c}}};
- на интервалах {\displaystyle \left(-\infty ,-{\frac {d}{c}}\right)} и {\displaystyle \left(-{\frac {d}{c}},+\infty \right)} функция везде возрастает при {\displaystyle ad-bc>0} и везде убывает при {\displaystyle ad-bc<0};
- при неограниченном увеличении {\displaystyle |x|} значения функции неограниченно приближаются к {\displaystyle {\frac {a}{c}}}, что видно также из преобразования

{\displaystyle {\frac {ax+b}{cx+d}}={\frac {\displaystyle a+{\frac {b}{x}}}{\displaystyle c+{\frac {d}{x}}}}.}
Производная:
{\displaystyle {\Biggl (}{\frac {a}{c}}-{\frac {ad-bc}{c^{2}\left(\displaystyle x+{\frac {d}{c}}\right)}}{\Biggr )}'={\frac {ad-bc}{c^{2}\left(\displaystyle x+{\frac {d}{c}}\right)^{2}}}.}
Неопределённый интеграл:
{\displaystyle \int {\Biggl (}{\frac {a}{c}}-{\frac {ad-bc}{c^{2}\left(\displaystyle x+{\frac {d}{c}}\right)}}{\Biggr )}dx={\frac {a}{c}}x-{\frac {ad-bc}{c^{2}}}\ln \left|x+{\frac {d}{c}}\right|+C.}

#### Каноническое уравнение гиперболы
Сначала приведём функцию
{\displaystyle y={\frac {a}{c}}-{\frac {ad-bc}{\displaystyle c^{2}\left(x+{\frac {d}{c}}\right)}}}
преобразованиями координат
{\displaystyle x'=x+{\frac {d}{c}},} {\displaystyle y'=y-{\frac {a}{c}},} {\displaystyle m=-{\frac {ad-bc}{c^{2}}}}
к простейшему виду 
{\displaystyle y'={\frac {m}{x'}}},
который называется уравнением обратной пропорциональности величин {\displaystyle x'} и {\displaystyle y'}.
Теперь повернём координатные оси на угол {\displaystyle 45^{\circ },} сделав замену координат
{\displaystyle x'=x''\cos(45^{\circ })-y''\sin(45^{\circ })={\frac {x''-y''}{\sqrt {2}}},}
{\displaystyle y'=x''\sin(45^{\circ })+y''\cos(45^{\circ })={\frac {x''+y''}{\sqrt {2}}},}
получим в новых координатах:
{\displaystyle x'y'=m,} {\displaystyle {\frac {x''-y''}{\sqrt {2}}}{\frac {x''+y''}{\sqrt {2}}}=m,}
{\displaystyle {\frac {x''^{2}}{2m}}-{\frac {y''^{2}}{2m}}=1.}
Последнее уравнение есть каноническое уравнение равносторонней гиперболы с полуосями {\displaystyle a=b={\sqrt {2|m|}}.}

### Функция двух переменных

Гиперболический параболоид

В случае {\displaystyle n=2} и действительных {\displaystyle x_{1},} {\displaystyle x_{2},} {\displaystyle a_{1},} {\displaystyle a_{2},} {\displaystyle b,} {\displaystyle c_{1},} {\displaystyle c_{2},} {\displaystyle d} график дробно-линейной функции
{\displaystyle y={\frac {a_{1}x_{1}+a_{2}x_{2}+b}{c_{1}x_{1}+c_{2}x_{2}+d}}}
представляет собой гиперболический параболоид.

## Комплексная дробно-линейная функция
Комплексная дробно-линейная функция — числовая функция вида
{\displaystyle \mathbb {C} ^{n}\to \mathbb {C} :w=L(z_{1},z_{2},\dots ,z_{n})={\frac {a_{1}z_{1}+a_{2}z_{2}+\cdots +a_{n}z_{n}+b}{c_{1}z_{1}+c_{2}z_{2}+\cdots +c_{n}z_{n}+d}},}
где {\displaystyle \mathbb {C} } — комплексные числа, {\displaystyle z_{1},z_{2},\dots ,z_{n}} — комплексные переменные, {\displaystyle a_{1},a_{2},\dots ,a_{n},} {\displaystyle c_{1},c_{2},\dots ,c_{n},} {\displaystyle b,d} — комплексные коэффициенты,
{\displaystyle |c_{1}|+|c_{2}|+\dots +|c_{n}|+|d|>0}.
При {\displaystyle n=1} комплексная дробно-линейная функция
{\displaystyle \mathbb {C} \to \mathbb {C} :w=L(z)={\frac {az+b}{cz+d}}} —
аналитическая функция одной комплексной переменной всюду в расширенной комплексной плоскости {\displaystyle {\widehat {\mathbb {C} }}=\mathbb {C} \cup \{\infty \}}, за исключением точки {\displaystyle z=-d/c}, в которой комплексная дробно-линейная функция имеет простой полюс.
При {\displaystyle n\geqslant 1} комплексная дробно-линейная функция
{\displaystyle \mathbb {C} ^{n}\to \mathbb {C} :w=L(z_{1},z_{2},\dots ,z_{n})={\frac {a_{1}z_{1}+a_{2}z_{2}+\cdots +a_{n}z_{n}+b}{c_{1}z_{1}+c_{2}z_{2}+\cdots +c_{n}z_{n}+d}},} —
мероморфная функция в пространстве {\displaystyle \mathbb {C} ^{n}} комплексных переменных {\displaystyle z_{1},z_{2},\dots ,z_{n}}, имеющая полярное множество
{\displaystyle \{z\in \mathbb {C} ^{n};c_{1}z_{1}+c_{2}z_{2}+\cdots +c_{n}z_{n}+d=0\}}.